# Сигозеро (озеро, Олонецкий район)
Сигозеро — озеро на территории Коткозерского сельского поселения Олонецкого района Республики Карелии.

## Общие сведения
Площадь озера — 1 км², площадь водосборного бассейна — 209 км². Располагается на высоте 70,8 метров над уровнем моря.
Форма озера лопастная, продолговатая: вытянуто с севера на юг. Берега каменисто-песчаные, местами заболоченные.
В северную оконечность озеро впадает река Меллич. Из южной оконечности вытекает протока, впадающая в Утозеро, являющееся истоком реки Олонки.
По центру озера расположен один относительно крупный (по масштабам водоёма) остров без названия.
С запада от озера проходит дорога местного значения 86К-185 («Коткозеро — Вагвозеро»).
Населённые пункты возле озера отсутствуют. Ближайший — деревня Вагвозеро — расположен в 2,5 км к северо-запада от озера.
Код объекта в государственном водном реестре — 01040300211102000014800.